# Deng Yaping
Deng Yaping (en chino tradicional, 鄧亞萍; en chino simplificado, 邓亚萍; Zhengzhou, 6 de febrero de 1973) es una jugadora de tenis de mesa china.
Su palmarés la convierte en una de las mejores jugadoras de la historia de este deporte: ganó cuatro medallas de oro en los Juegos Olímpicos, nueve en el campeonato del mundo, cinco en la copa del mundo y tres en los Juegos Asiáticos.

## Carrera
Deng comenzó a jugar al tenis de mesa a los cinco años y cuatro años después ganó el campeonato provincial juvenil. Tenía trece años cuando ganó su primer campeonato nacional.
A pesar de su éxito deportivo a una edad tan temprana, inicialmente se le negó un puesto en la selección nacional porque era muy baja (tan solo 1,5 metros de estatura). Finalmente fue incluida en la selección nacional en 1988. Formó pareja con Qiao Hong para ganar su primer campeonato del mundotítulo mundial]] en la competición de dobles femeninos en 1989. Dos años más tarde, en 1991, ganó en Chiba (Japón) su primer campeonato mundial individual.
En los Juegos Olímpicos de 1992 en Barcelona (España), ganó una medalla de oro en las competiciones de individuales y dobles y repitió la hazaña en los de 1996 en Atlanta, Estados Unidos. También ganó títulos de individuales y dobles en los campeonatos del mundo de 1995 y 1997. 
Cuando se retiró, a los 24 años de edad, había ganado más títulos que cualquier otra jugadora de este deporte, con cuatro medallas de oro olímpicas y dieciocho títulos mundiales. Durante ocho años, de 1990 a 1997, conservó el número 1 del ranking mundial de jugadoras de tenis de mesa. Fue votada como Atleta China del Siglo e incluida en el Salón de la Fama de la Federación Internacional de Tenis de Mesa en 2003.

## Vida personal
Después de su retiro al final de la temporada de 1997, Deng se incorporó a las comisiones de ética y atletas del Comité Olímpico Internacional. También es miembro de la Laureus World Sports Academy y de la Conferencia Consultiva Política del Pueblo Chino.
En 1998 obtuvo una licenciatura en la Universidad Tsinghua, un máster en estudios chinos contemporáneos de la Universidad de Nottingham en 2002 y en 2008 el grado de phD en Economía por la Universidad de Cambridge.
Se casó con Lin Zhigang, también jugador de tenis de mesa, con el que tuvo un niño en 2006.